# Штибликов Дмитро Анатолійович
Штибликов Дмитро Анатолійович (нар. 8 листопада 1970, Чита, Забайкальська область) — український журналіст, офіцер запасу Збройних Сил України. Політичний в'язень Кремля. Один із обвинувачених у справі так званих «Кримських терористів» (група «Севастопольських диверсантів»). Затриманий ФСБ 9 листопада 2016 року. Засуджений до 5 років колонії суворого режиму.

## Біографія
Дмитро Штибликов народився 8 листопада 1970 року під Читою на Забайкаллі. Пізніше з батьками переїхав у Крим. Жив із мамою в Євпаторії, навчався у 8-ій загальноосвітній середній школі. Після школи закінчив Київське вище загальновійськове командне училище, по закінченні якого був призначений у новосформований 32-й армійський корпус у Криму. Внаслідок важкого поранення, у 2003 році звільнився з лав Збройних сил за станом здоров'я.
Звільнений в запас, з 2003 року до окупації Криму Росією працював у Центрі сприяння вивченню геополітичних проблем і євроатлантичного співробітництва Чорноморського регіону «Номос» воєнним експертом, потім став керівником міжнародних програм. Заступник головного редактора часопису «Чорноморська безпека». Активно публікувався в українських, російських і західних виданнях. Працював над науковою роботою про міжнародно-правові аспекти боротьби з тероризмом, брав участь у конференціях в Україні та Росії, країнах Південного Кавказу. Народжений у російському місті Чита на Далекому Сході, навесні 2014 року Штибликов вирішив залишитися у Криму. Він отримав російський паспорт і влаштувався цивільним комірником в структурах Міністерства оборони Росії в Севастополі.

## Судове переслідування, докази невинуватості

### Перша справа. «Підготовка диверсії»
Затриманий ФСБ Росії 9 листопада 2016 року в Севастополі. Разом із Дмитром Штибліковим було затримано його дружину Олену, яку співробітники ФСБ також допитували. Протягом декількох діб місце перебування Дмитра Штибликова було невідоме. 10 листопада у ФСБ заявили, що він начебто був членом «диверсійно-терористичної групи Головного управління розвідки Міністерства оборони України». Його обвинуватили у плануванні диверсійних акцій на об'єктах військової інфраструктури і життєзабезпечення в Севастополі. У травні 2017 року Дмитро Штибликов, під примусом і погрозами до членів сім'ї уклав досудову угоду зі слідством — визнав «вину» та дав згоду співпрацювати зі слідством. Його справа розглядалася в особливому порядку без вивчення доказів винуватості.
16 листопада 2017 року окупаційний Севастопольський міський суд під головуванням «судді» Нікітіна Геннадія Володимировича засудив Штибликова до п'яти років колонії суворого режиму та штрафу у 200 тисяч рублів. Утримується у виправній колонії ИК-6 в Омську.

### Друга справа. «Шпигунство»
8 листопада 2021 року Дмитро Штибликов мав вийти на волю у зв'язку з завершенням строку покарання у справі «кримських диверсантів». В той же день він етапований з СІЗО ФСБ «Лефортово» до Ростова-на-Дону, де у Південному окружному військовому суді на нього заведена нова справа, цього разу за статтею 275 КК РФ «Державна зрада». Дмитру загрожує позбавленням волі на строк ще від дванадцяти до двадцяти років.